# Ɏ
Ɏ ، ɏ یا Y ِ سرکش‌دار یکی از حروف الفبای لاتین است و عبارت‌است از یک Y و خط تیره‌ای در میان آن. از این حرف در زبان کالینگا در فیلیپین استفاده‌می‌شود.